# Incamythologie

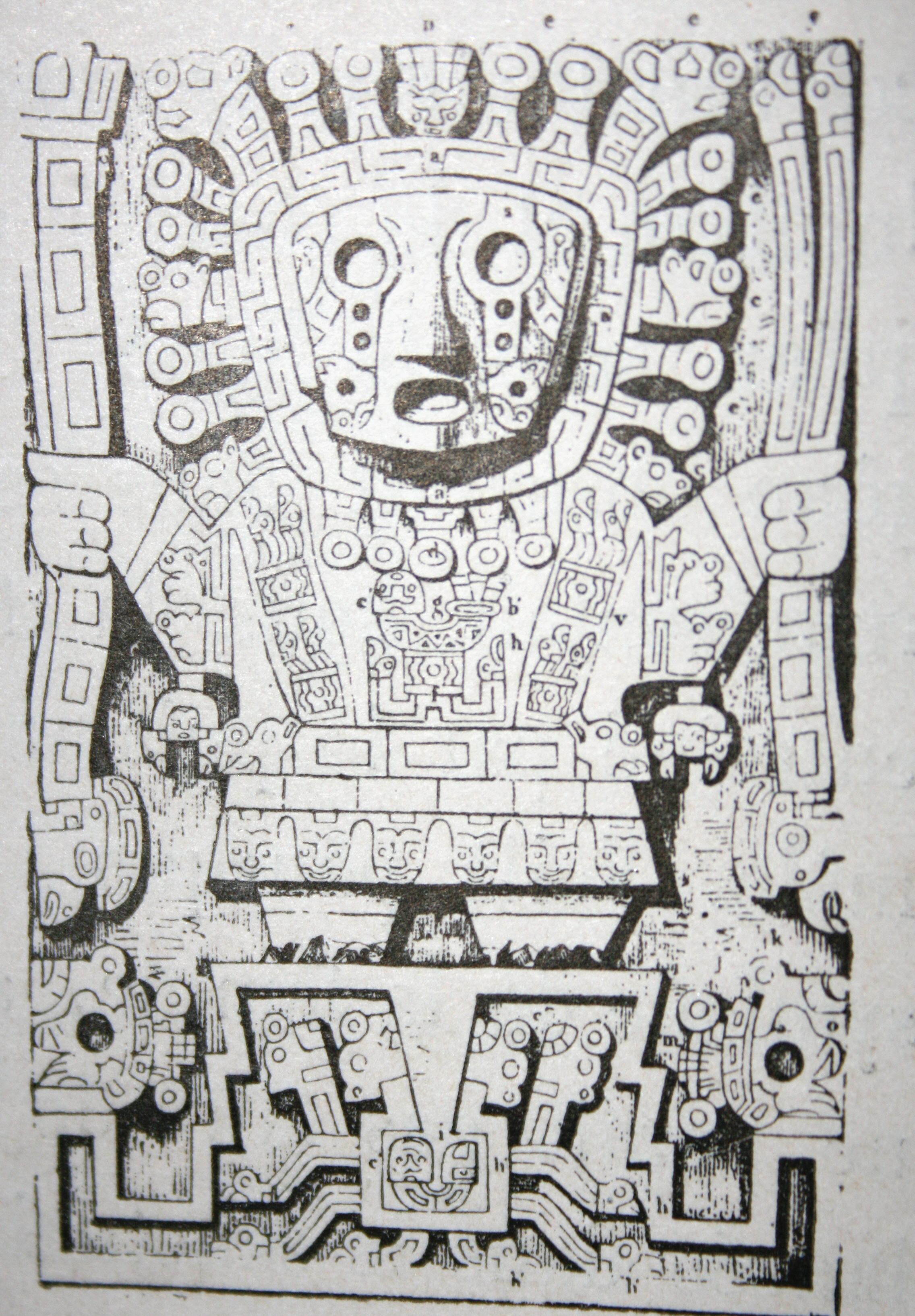
Viracocha, de scheppingsgod

De Incamythologie omvat een groot aantal mythische verhalen die gezamenlijk een beeld geven van de religieuze beleving van de Inca's.

## Stichtingslegende
Manco Cápac was de legendarische stichter van de Inca dynastie in Peru en de Cuzco dynastie in Cuzco. De legende en historie van deze mythische figuur zijn bijzonder verwarrend, in het bijzonder aangaande zijn heerschappij over Cuzco. In één legende is hij de zoon van Tici Wiraqocha. In een ander groeit hij op in de dieptes van het Titicacameer bij de zonnegod Inti. Echter, voor gewone mensen was het niet toegestaan om de naam van Wiraqocha uit te spreken, wat wellicht een verklaring kan zijn voor de behoefte aan twee stichtingslegendes in plaats van alleen de eerste.
Er waren ook nog verschillende mythes over Manco Capac en zijn greep naar de macht. Een mythe verhaalt over Manco Capac en zijn broer Pachacamac, zonen van de zonnegod Inti. Manco Capac werd zelf aanbeden als een vuur- en zonnegod, en werd samen met zijn broer door zijn vader naar de aarde gestuurd. Zij verschenen uit de grot van Pacaritambo met een gouden staf genaamd tapac-yauri. Hun opdracht was om een zonnetempel te bouwen op de plaats waar de staf in de aarde zou zinken, ter ere van hun vader, de zonnegod Inti. Om naar Cuzco te komen, waar de tempel gebouwd zou worden, reisden ze door ondergrondse gangen. Tijdens deze reis werd een van Manco's broers, en mogelijk een zuster, in steen veranderd (huaca).
In een variatie op deze mythe verschijnen Manco en zijn broers en zusters uit de wateren van het Titicacameer.
In de Wiraqocha legende was Manco Capac de zoon van Tici Wiraqocha van Pacari-Tampu, huidig Pacaritambo, zo'n 25 km ten zuiden van Cuzco. Hij en zijn broers (Ayar Anca,Ayar Cachi, en Ayar Uchu); en zijn zusters (Mama Ocllo, Mama Huaco, Mama Raua, and Mama Cura) verenigden hun volk met de tien ayllu (leefgemeenschappen) die ze op hun reizen hadden ontmoet, om de stammen van de Cuzco vallei te onderwerpen. Deze legende bevat ook een gouden staf, gegeven aan Manco door zijn vader. De verslagen variëren, maar volgens sommige versies van de legende verraadt de jaloerse, jonge Manco zijn oudere broers en vermoordt hen, om zo de enige heerser over Cuzco te worden.

## Schepping van mensenrassen
Viracocha schiep de mens naar zijn evenbeeld. Het eerste ras dat hij schiep bestond uit reuzen. Toen zij hem ontstemden, veranderde hij hen voor straf in stenen. Andere reuzen werden door de Zondvloed meegesleurd, die daarna de aarde overspoelde. Voor zijn volgende scheppingsdaad verscheen Viracocha opnieuw op aarde, in Tiahuanaco of het Titicacameer, uit het meer of op het eiland. Deze keer schiep Viracocha alle volken op aarde.

## Godheden
Net als tijdens het Romeinse Rijk stonden de Inca's het aan overwonnen culturen toe om hun individuele religies te behouden. Hieronder staan enige van de vele goden die door deze volkeren werden vereerd, waarbij vele overlappingen in verantwoordelijkheden en domeinen voorkomen. Tenzij anders vermeld, kan aangenomen worden dat ze vereerd werden door verschillende ayllus of alleen in specifieke voormalige staten.
- Apo was een god van de bergen
- Apocatequil (of Apotequil) was de god van de bliksem
- Ataguchu was een god die betrokken was bij de scheppingsmythe
- Catequil was een god van de donder en bliksem
- Cavillace was een maagdelijke godin die fruit at, wat eigenlijk de sperma van Coniraya, de maangod was. Toen ze het leven schonk aan een zoon eiste zij dat de vader zich bekend zou maken. Niemand trad naar voren, dus zette zij de baby op de grond en het kroop naar Coniraya. Zij schaamde zich vanwege de lage stand van Coniraya tussen de goden, en rende naar de kust van Peru, waar zij zichzelf en haar zoon in rotsen veranderde.
- Chasca was de godin van de dageraad en schemering en de planeet Venus. Zij was de beschermgodin van maagden.
- Chasca Coyllur was de godin van bloemen en jonge meisjes.
- Mama Coca (of Cocomama) was een godin van gezondheid en geluk. Oorspronkelijk was ze bijzonder promiscue, en brak doormidden door haar vele minnaars. Uit haar lichaam groeide de eerste coca plant, waarvan de mannen de bladeren mochten eten voor hun gezondheid en vrolijkheid.
- Coniraya was de god van de maan.
- Copacati was een meergodin van.
- Ekkeko was een huisgod en god van de rijkdom. De oude Inca's maakten poppen die de god moesten voorstellen en plaatsten een miniatuurversie van hun verzoek op de pop. Dit moest leiden tot inwilliging van hun verlangen.
- Illapa ("donder en bliksem"), (of Apu Illapu, Ilyap'a, Katoylla) was een zeer populaire weergod.
- Inti was zonnegod. Bron van warmte en licht en beschermheer van het volk. Inti werd gezien als de belangrijkste god. De Inca keizers beweerden directe afstammelingen van hem te zijn.
- Kon was de god van regen en de zuidenwind. Hij was een zoon van Inti en Mama Quilla.
- Mama Allpa was een vruchtbaarheidsgodin met meerdere borsten
- Mama Cocha ("zeemoeder") was de zee- en visgodin, beschermvrouwe van vissers en zeelui. In een legende baart zij Inti en Mama Quilla van Wiraqocha.
- Mama Pacha (of Pachamama) was de vrouw van Pachacamac en een vruchtbaarheidsgodin in de vorm van een draakje. Zij waakte over zaaien en oogsten en veroorzaakte aardbevingen.
- Mama Quilla ("moeder maan" of "gouden moeder") was een godin van de maan, het huwelijk en festiviteiten. Zij was de dochter van Wiraqocha en Mama Cocha, maar ook de vrouw en zuster van Inti. Zij was de moeder van Manco Capac, Pachacamac, Kon en Mama Ocllo.
- Mama Zara ("graan moeder", of Zaramama) was de godin van het graan. Zij werd geassocieerd met misvormde maïskolven, die aangekleed werden als poppen van Mama Zara. Zij werd tevens geassocieerd met treurwilgen.
- Pacha Camac ("aardemaker") was een chtonische scheppingsgod, die al voor de Inca's vereerd werd door de Ichma, maar later opgenomen werd in het scheppingsverhaal van de Inca's.
- Pariacaca was een god van het water in de pre-Inca mythologie en overgenomen door de Inca's. Hij was de god van het onweer en een scheppingsgod. Hij was geboren als een valk, maar werd later menselijk.
- Paricia was een god die de vloedgolf bracht om mensen te doden die niet voldoende respect voor hem hadden. Mogelijk een alternatieve naam voor Pachacamac.
- Supay was zowel de god van de dood als heerser van Uku Pacha, alsook een ras van demonen.
- Tonapa, cultuurheld, vereenzelvigd met Viracocha.
- Urcaguary was de god van metaal, edelstenen en andere ondergrondse zaken van grote waarde.

## Opmerkelijk feiten
- Mama Ocllo was de zuster van Manco Capac. Ze heeft naar verluidt de Inca's de kunst van het spinnen geleerd.
- Mamaconas leken veel op nonnen en leefden in de tempels in heiligdommen. Zij droegen hun leven in kuisheid op aan Inti en dienden de Inca's en priesters. Jonge meisjes van adel of van buitengewone schoonheid werden in vier jaar opgeleid tot acllas en hadden daarna de keuze om mamaconas te worden, of een Inca-edele te trouwen. Zij waren vergelijkbaar met de Romeinse Vestaalse maagden
- In één legende stuurde Wiraqocha een grote vloedgolf om de reuzen die Tiwanaku gebouwd hadden, te vernietigen.
- Een huaca was een heilig object zoals een berg of een mummie.

## Belangrijke plaatsen
- Uku Pacha ("de lagere wereld") was de onderwereld (vergelijkbaar met de Hel of Hades), gesitueerd in het middelste van de aarde.
- Hanan Pacha ("hogere wereld") was de hemelse onderwereld. Alleen rechtvaardige mensen konden hier binnenkomen, door een brug gemaakt van haar over te steken.

## Incasymbolen
- Chakana (of Incakruis) is het drievoudige kruis dat het Zuiderkruis voorstelt en de drie lagen in het Incaleven verbeeldt: de lagere wereld, deze wereld en de hogere wereld. De drie niveaus worden ook voorgesteld door de slang, de poema en de condor.